# Gary Hug
Pour les articles homonymes, voir Hug.
Gary Hug, né le 29 octobre 1950, est un astronome amateur américain. Avec Graham E. Bell, il observe depuis l'observatoire Farpoint à Eskridge (Kansas). D'après le Centre des planètes mineures, il a découvert 333 astéroïdes numérotés entre 1998 et 2013. Il a également co-découvert la comète périodique 178P/Hug-Bell.

## Astéroïdes découverts
| (15992) Cynthia            | 18 décembre 1998  |
| (18055) Fernhildebrandt[1] | 11 octobre 1999   |
| (22821) 1999 RS33[1]       | 2 septembre 1999  |
| (23989) Farpoint[1]        | 3 septembre 1999  |
| (24265) Banthonytwarog[1]  | 13 décembre 1999  |
| (24305) Darrellparnell[1]  | 26 décembre 1999  |
| (24308) Cowenco[1]         | 29 décembre 1999  |
| (25594) Kessler[1]         | 29 décembre 1999  |
| (25595) 1999 YD9[1]        | 29 décembre 1999  |
| (26436) 1999 YV4[1]        | 28 décembre 1999  |
| (31664) Randiiwessen       | 8 mai 1999        |
| (32165) 2000 NY5           | 9 juillet 2000    |
| (32196) 2000 OK            | 19 juillet 2000   |
| (33747) Clingan            | 14 août 1999      |
| (34872) 2001 UV2           | 20 octobre 2001   |
| (37162) 2000 WV9           | 22 novembre 2000  |
| (38604) 1999 YJ4[1]        | 27 décembre 1999  |
| (50768) Ianwessen          | 27 mars 2000      |
| (51569) Garywessen         | 18 avril 2001     |
| (53316) Michielford        | 9 mai 1999        |
| (54439) Topeka             | 29 juin 2000      |
| (56678) Alicewessen        | 3 juin 2000       |
| (57471) Mariemarsina       | 22 septembre 2001 |
| (62666) Rainawessen        | 1er octobre 2000  |
| (72545) Robbiiwessen       | 3 mars 2001       |
| (120299) Billlynch         | 9 mai 2004        |
| 1. avec Graham E. Bell     |                   |